# Stephan Graf’s Double Vision

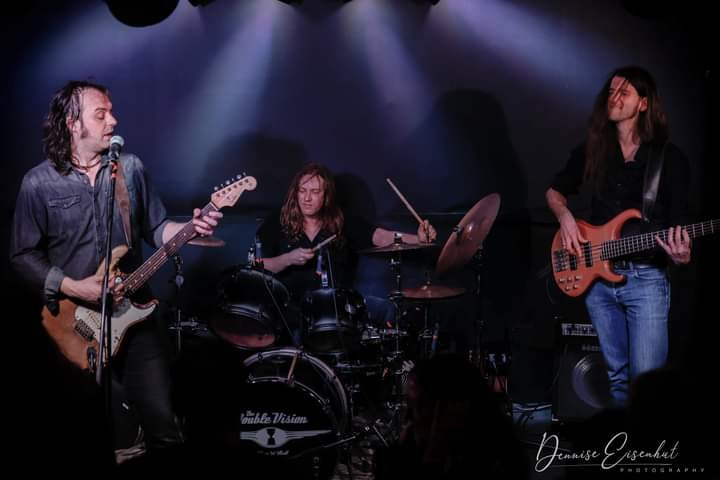
Stephan Graf, Robert Chudasch und Sebastian Drexler

Stephan Graf’s Double Vision ist ein deutsches Bluesrock-Trio, das neben der eigenen Musik vorrangig Coverversionen des irischen Blues- und Rockgitarristen Rory Gallagher spielt.

## Geschichte
Inspiriert von der Musik Rory Gallaghers, wurde das Blues-Rock Trio 2006 von Stephan Graf in Erfurt gegründet. Es veröffentlichte seit 2009 sieben Alben und einen Sampler.
Die Begleitmusiker wechselten öfter. Die Band besteht 2022 aus:
- Gitarre und Gesang: Stephan Graf
- Bassgitarre: Sebastian Drexler / Daniel Müller
- Schlagzeug: Robert Chudasch[2]

Stephan Graf 2020 absolvierte zudem drei Vertretungsauftritte für Jim Kirkpatrick bei der von Gerry McAvoy Mitte der Neunziger Jahre gegründeten Band of Friends.

## Alben
Als The Double Vision
- 2009: Three Days in Confusion (ohne Musiklabel)[1]
- 2010: Roots (ohne Label)
- 2012: Blues ’n Roll (ohne Label)
- 2014: Top Secret (ohne Label)
- 2016: Electric Wood (ohne Label)
- 2018: Mayday (Kompass Musik[5])
- 2019: Tracks, Best of One Decade (Kompass Musik)

Als Stephan Graf’s Double Vision
- 2020: Pure ’n Simple (Kick the Flame Music Publishing, Leipzig[6])